# Myrtle Creek
Myrtle Creek – miasto w  Stanach Zjednoczonych. Położone w południowo-zachodniej części stanu Oregon w hrabstwie Douglas. W roku 2013 zamieszkiwane przez 3 425 mieszkańców.

## Ludzie związani z Myrtle Creek
- Jeff Merkley – polityk, działacz Partii Demokratycznej, senator ze stanu Oregon